# Kamgras
Kamgras (Cynosurus cristatus) is een vaste, zodevormende plant die behoort tot de grassenfamilie (Gramineae of Poaceae). Ze staat op de Nederlandse Rode lijst van planten als algemeen voorkomend, maar sterk afgenomen. Kamgras is te herkennen aan de insnoering van de bladschijf. De plant is tamelijk goed bestand tegen betreden, maar gaat in strenge winters dood. Het aantal chromosomen is 2n = 14.
De plant wordt 20 tot 60 cm hoog. De spruit is aan de voet wit of geelachtig bruin. Het jongste blad van een spruit is langs de middennerf samengevouwen. De vrij duidelijk geribde bladeren zijn tot 3 mm breed en de bladscheden zijn niet opgeblazen. Het afgeknotte, gezaagde, witte tongetje is tot 2 mm lang.
Kamgras bloeit in juni en juli met een 2 tot 10 cm lange, lijnvormige aarpluim, waarvan de bloeias een zigzag vorm heeft. Langs de as staan kleine bundeltjes. Een bundeltje bestaat uit een kortgesteeld, 4,5 mm lang vruchtbaar (fertiel) en een kortgesteeld, 5 mm lang, steriel aartje. Het vruchtbare aartje bestaat uit twee tot vijf bloemen. De 1,4 mm lange helmhokjes zijn vuilpaars. Het onderste kroonkafje (lemma) van de onderste bloem van het vruchtbare aartje is stekelpuntig tot kort genaald. De steriele aartjes hebben tot tien loze, ruwe, smalle, stekelpuntige kafjes.
De vrucht is een graanvrucht.

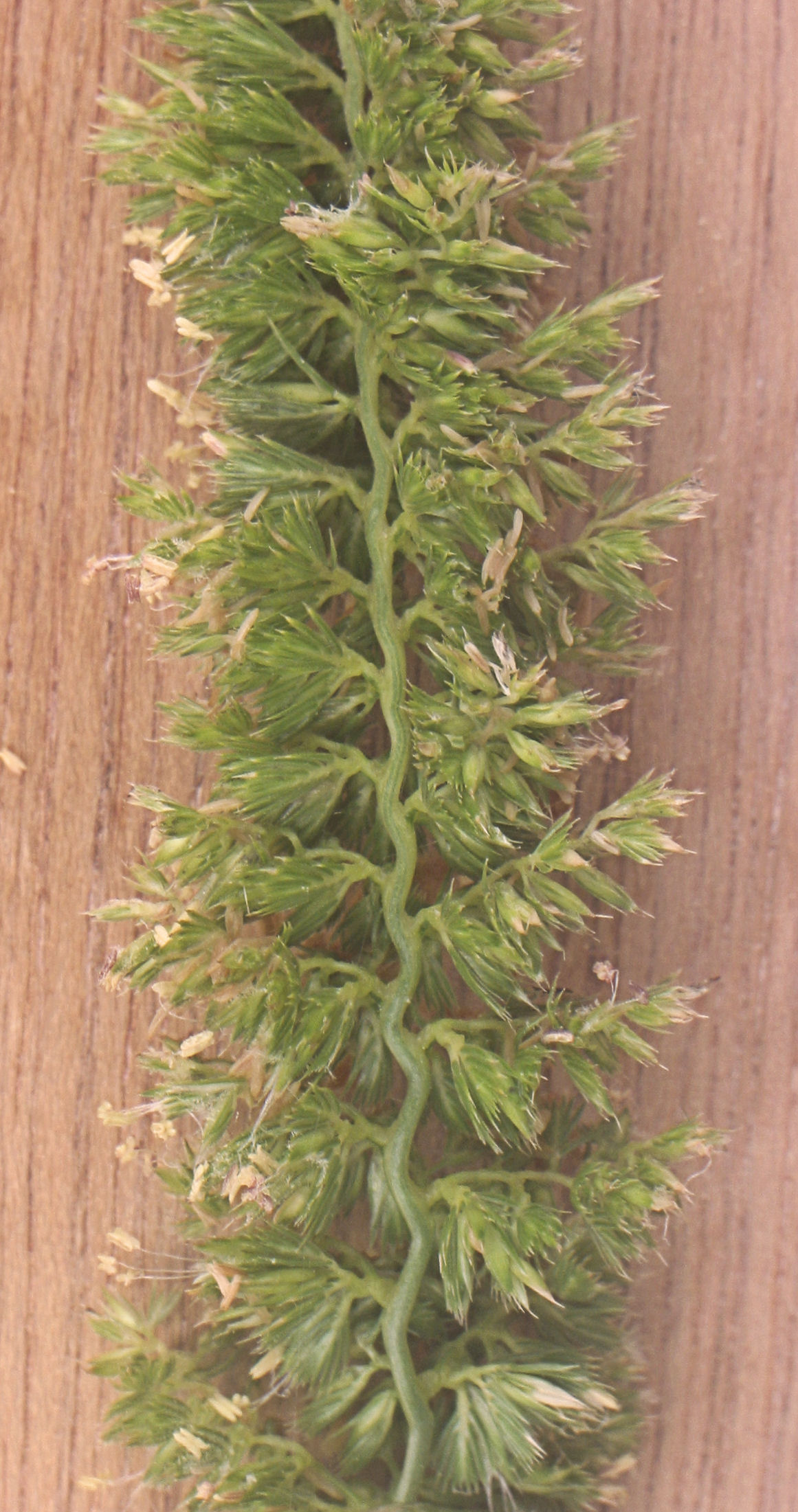
Bloeiende aarpluim

De plant komt voor op vochtige, matig voedselrijke grond in weilanden, bermen en op dijken.

## In andere talen
- Duits: Kammgras
- Engels: Crested dogstail
- Frans: Crételle des prés

## Fotogalerij

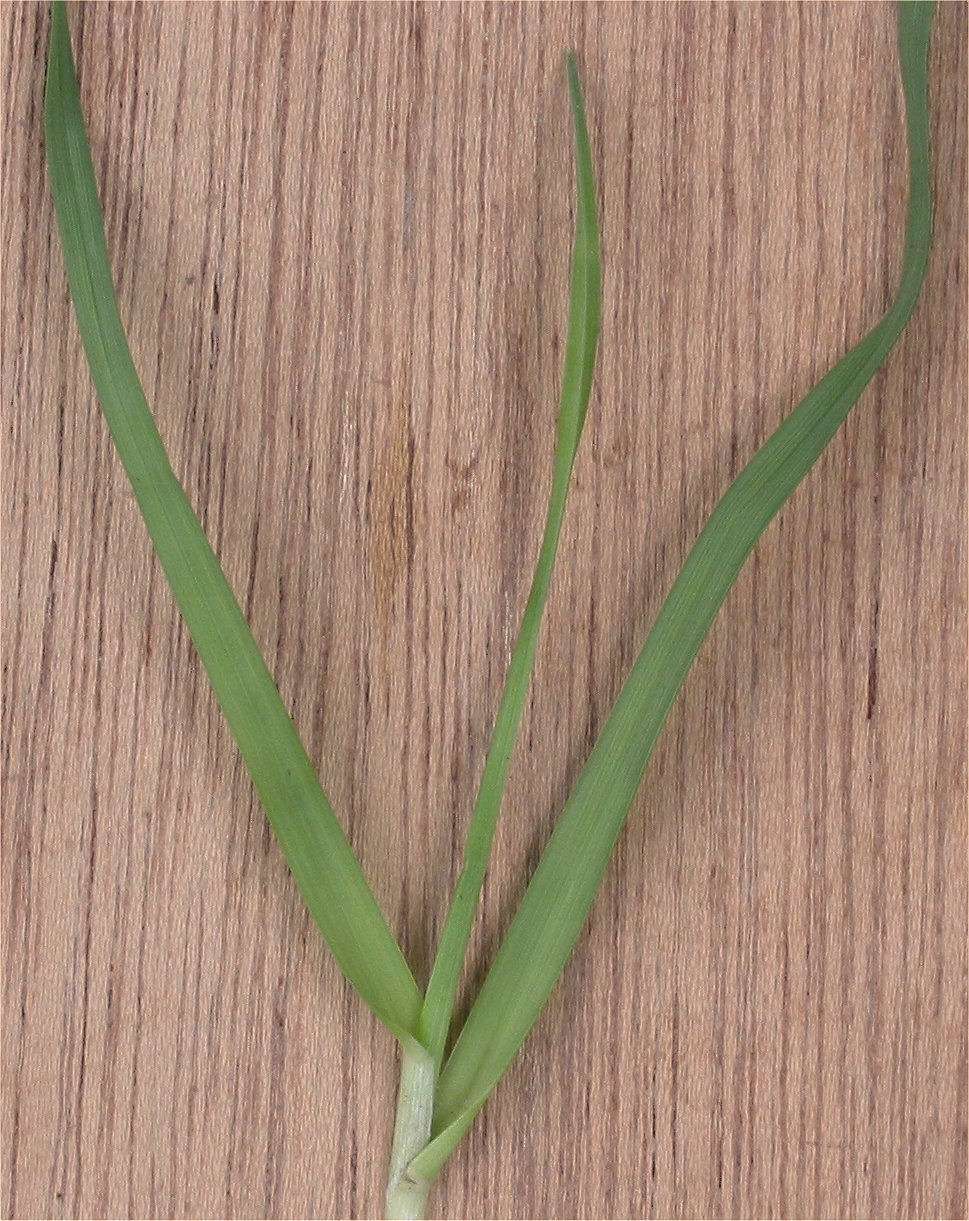
Spruit
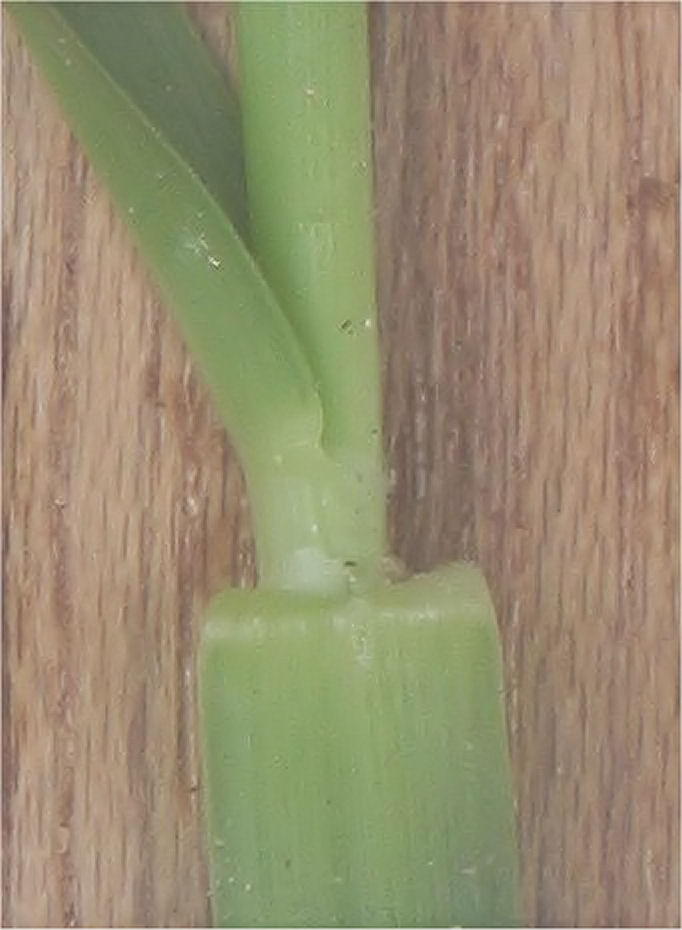
Tongetje
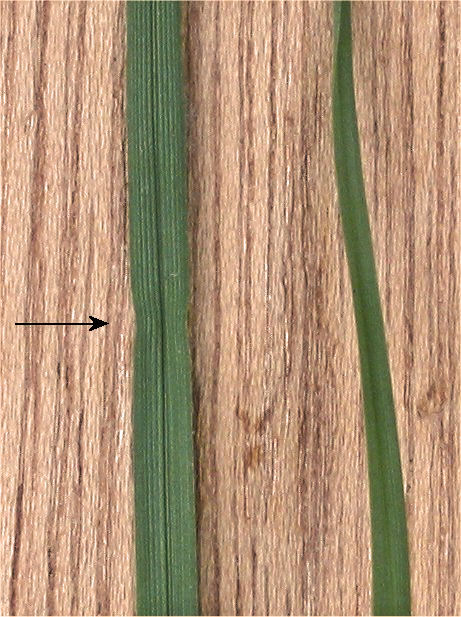
Insnoering van de bladschijf
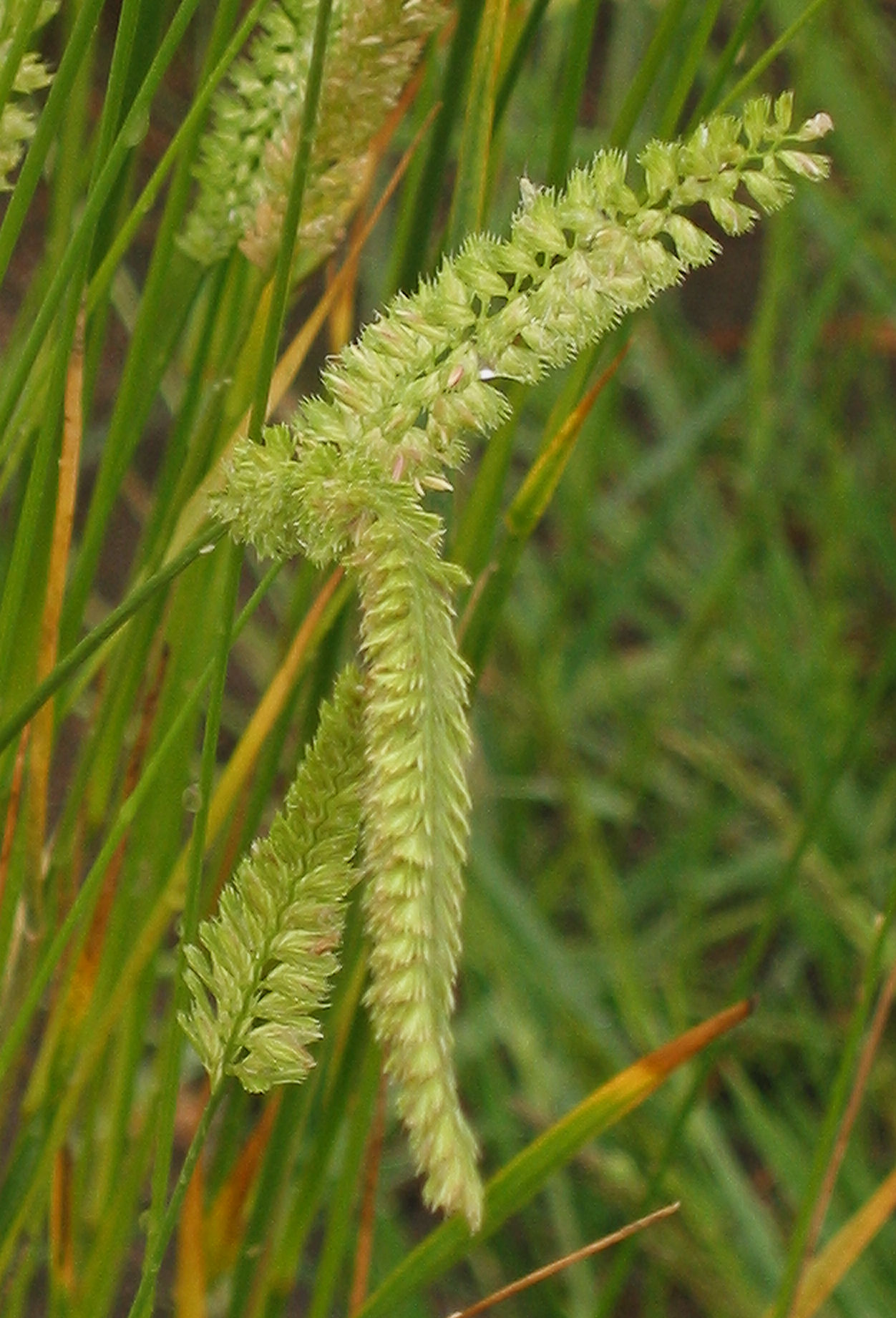
Aarpluimen